# Toon Hermans
Pour les articles homonymes, voir Hermans.

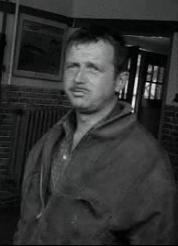
Toon Hermans en 1956

Antoine Gerard Theodore (« Toon ») Hermans (Sittard, 17 décembre 1916 – Nieuwegein, 22 avril 2000) est un chanteur, cabaretier, poète, peintre et dessinateur néerlandais.

## Répertoire
- Ballonnetje
- Méditerranée
- 24 rozen
- Mien waar is m'n feestneus (Carnavalskraker 4 weken op 1)
- Wat ruist er door het struikgewas
- Appels op de tafelsprei
- Sien laat eens zien
- Lente me
- Musique de l'attraction Carnaval Festival de Efteling.